# Вторые Николаевские
 Вторые Николаевские  — деревня в Шарангском районе Нижегородской области в составе  Старорудкинского сельсовета .

## География
Расположена на расстоянии примерно 18 км на юг от районного центра поселка Шаранга.

## История
Известна с 1891 года как починок Николаевский 2-й, где было в 1905 году дворов 58 и жителей 365, в 1926 (деревня Николаево 2-е) 79 и 430, в 1950 (уже настоящее название) 84 и 270.

## Население
Постоянное население составляло 51 человек (русские 100%) в 2002 году, 30 в 2010.